# جنگ صلیبی دسپنسر
جنگ صلیبی دسپنسر یا جنگ صلیبی نورویچ (انگلیسی: Despenser's Crusade)، جنگی است در سال ۱۳۸۳ که با حمله هنری دسپنسر به شهر خنت که از جمل شهرهای مودر حمایت پاپ بود آغاز شد. این جنگ در میانه دو دستگی غرب و جنگ صدساله رخ داد که در پایان بدون نتیجه‌ای به پایان رسید.